# روفوس إراستوس هارت
روفوس إراستوس هارت هو سياسي أمريكي، ولد في 10 سبتمبر 1812، وتوفي في 24 ديسمبر 1891. انتخب عضو مجلس ولاية أوهايو ‏.